# Агапов, Сергей Алексеевич
Серге́й Алексе́евич Ага́пов (родился 13 января 1889 года, Киевская губерния, Российская империя — умер после 1920 года, СССР) — русский военачальник, капитан лейб-гвардии 2-го стрелкового полка. Участник 1-й мировой войны (1914—1918).

## Биография
Из потомственных дворян. Сын директора Михайловского Воронежского кадетского корпуса, генерал-майора А. А. Агапова (1855—1912).
Окончил Владимирский Киевский кадетский корпус (1906) и Александровское военное училище (1908), откуда выпущен был подпоручиком в лейб-гвардии 2-й стрелковый Царскосельский батальон. Произведен в поручики 6 декабря 1912 года.
В Первую мировую войну вступил в рядах царскосельских стрелков. Пожалован Георгиевским оружием
За то, что 29—30 августа 1915 года во время занятия полком позиции у мест. Мейшаголы, командуя батальоном и обороняя важный боевой участок, отбивая неоднократные настойчивые атаки превосходных сил противника и несмотря на сильнейший огонь и большие потери, удержал за собою позицию.
Удостоен ордена Св. Георгия 4-й степени
За то, что в бою 17 июля 1916 года в долине р. Стоход у д. Витонеж он, состоя начальником команды разведчиков полка, переправился через р. Стоход, лично, под сильным пулеметным и ружейным огнем, отыскал два брода, перешел во главе разведчиков на другой берег Стохода, где, преодолев проволочные заграждения, ворвался в окоп и захватил неприятельский пулемет, которым тотчас же стал действовать по противнику; примером личного мужества увлек другие роты и занял важный участок позиции.
Произведён в штабс-капитаны 17 июля 1916 года, в капитаны — 28 декабря того же года. 22 июля 1917 года назначен командующим 76-м пехотным Кубанским полком, с переименованием в подполковники.
В начале 1920-х гг. — арестован, «за службу в белой армии» приговорён к 3 годам ИТЛ и отправлен в Архангельский лагерь. Его дальнейшая судьба неизвестна.

## Награды
- Орден Святой Анны 4-й ст. с надписью «за храбрость» (ВП 26.11.1914)
- Орден Святого Станислава 3-й ст. с мечами и бантом (ВП 28.07.1915)
- Орден Святой Анны 3-й ст. с мечами и бантом (ВП 28.07.1915)
- Орден Святого Станислава 2-й ст. с мечами (ВП 11.05.1916)
- Орден Святой Анны 2-й ст. с мечами (ВП 15.07.1916)
- Георгиевское оружие (ВП 18.07.1916)
- Орден Святого Георгия 4-й ст. (ПАФ 4.03.1917)